# シェイク・ハシナ海軍基地
シェイク・ハシナ海軍基地（シェイク・ハシナかいぐんきち、ベンガル語: বানৌজা শেখ হাসিনা、英語: BNS Sheikh Hasina）は、バングラデシュのチッタゴン管区コックスバザール県に建設中のバングラデシュ海軍の潜水艦基地である。基地の建設には、中華人民共和国の保利科技有限公司が携わっている。